# Eratigena bucculenta
Eratigena bucculenta là một loài nhện trong họ Agelenidae. Chúng được Ludwig Carl Christian Koch miêu tả năm 1868.